# Olympische Sommerspiele 2012/Teilnehmer (Elfenbeinküste)
| Gelbes Symbol für Goldmedaillen mit stilisierten Olympischen Ringen | Graues Symbol für Silbermedaillen mit stilisierten Olympischen Ringen | Braundes Symbol für Bronzemedaillen mit stilisierten Olympischen Ringen |
| ------------------------------------------------------------------- | --------------------------------------------------------------------- | ----------------------------------------------------------------------- |
| —                                                                   | —                                                                     | —                                                                       |

Die Elfenbeinküste nahm in London an den Olympischen Spielen 2012 teil. Es war die insgesamt 12. Teilnahme an Olympischen Sommerspielen.
Fahnenträger bei der Eröffnungsfeier war der Leichtathlet Ben Youssef Meïté, bei der Abschlusszeremonie hielt der Bogenschütze René Philippe Kouassi die Fahne.

## Teilnehmer nach Sportarten

### Bogenschießen
| Athleten              | Wettbewerb | Qualifikation | Qualifikation | 1. Runde                | 1. Runde | 2. Runde           | 2. Runde           | Achtelfinale       | Achtelfinale       | Viertelfinale      | Viertelfinale      | Halbfinale         | Halbfinale         | Finale             | Finale             | Rang |
| Athleten              | Wettbewerb | Ringe         | Rang          | Gegner                  | Ergebnis | Gegner             | Ergebnis           | Gegner             | Ergebnis           | Gegner             | Ergebnis           | Gegner             | Ergebnis           | Gegner             | Ergebnis           | Rang |
| --------------------- | ---------- | ------------- | ------------- | ----------------------- | -------- | ------------------ | ------------------ | ------------------ | ------------------ | ------------------ | ------------------ | ------------------ | ------------------ | ------------------ | ------------------ | ---- |
| Männer                |            |               |               |                         |          |                    |                    |                    |                    |                    |                    |                    |                    |                    |                    |      |
| René Philippe Kouassi | Einzel     | 638           | 59            | Gaël Prévost Frankreich | 4-6      | nicht qualifiziert | nicht qualifiziert | nicht qualifiziert | nicht qualifiziert | nicht qualifiziert | nicht qualifiziert | nicht qualifiziert | nicht qualifiziert | nicht qualifiziert | nicht qualifiziert |      |

### Judo
| Athleten      | Wettbewerb       | 1. Runde       | 1. Runde | Achtelfinale       | Achtelfinale       | Viertelfinale      | Viertelfinale      | Hoffnungsrunde Halbfinale | Hoffnungsrunde Halbfinale | Halbfinale         | Halbfinale         | Hoffnungsrunde Finale | Hoffnungsrunde Finale | Finale             | Finale             | Rang |
| Athleten      | Wettbewerb       | Gegner         | Ergebnis | Gegner             | Ergebnis           | Gegner             | Ergebnis           | Gegner                    | Ergebnis                  | Gegner             | Ergebnis           | Gegner                | Ergebnis              | Gegner             | Ergebnis           | Rang |
| ------------- | ---------------- | -------------- | -------- | ------------------ | ------------------ | ------------------ | ------------------ | ------------------------- | ------------------------- | ------------------ | ------------------ | --------------------- | --------------------- | ------------------ | ------------------ | ---- |
| Männer        |                  |                |          |                    |                    |                    |                    |                           |                           |                    |                    |                       |                       |                    |                    |      |
| Kinapéya Koné | Klasse bis 90 kg | D. Gerasimenko | 000-100  | nicht qualifiziert | nicht qualifiziert | nicht qualifiziert | nicht qualifiziert | nicht qualifiziert        | nicht qualifiziert        | nicht qualifiziert | nicht qualifiziert | nicht qualifiziert    | nicht qualifiziert    | nicht qualifiziert | nicht qualifiziert |      |

### Leichtathletik
Laufen und Gehen
| Athleten          | Wettbewerb   | Vorlauf | Vorlauf | Halbfinale | Halbfinale | Finale  | Finale | Rang |
| Athleten          | Wettbewerb   | Zeit    | Rang    | Zeit       | Rang       | Zeit    | Rang   | Rang |
| ----------------- | ------------ | ------- | ------- | ---------- | ---------- | ------- | ------ | ---- |
| Frauen            |              |         |         |            |            |         |        |      |
| Murielle Ahouré   | 100 m        | 10,99 s | 1       | 11,01 s    | 3          | 11,00 s | 7      | 7    |
| Murielle Ahouré   | 200 m        | 22,05 s | 1       | 22,49 s    | 2          | 22,57 s | 6      | 6    |
| Rosvitha Okou     | 100 m Hürden | 13,62 s | 6       | –          | –          | –       | –      | 36   |
| Männer            |              |         |         |            |            |         |        |      |
| Ben Youssef Meïté | 100 m        | 10,06 s | 2       | 10,13 s    | 5          | –       | –      | 16   |
| Ben Youssef Meïté | 200 m        | DNS     | DNS     | DNS        | DNS        | DNS     | DNS    | –    |

### Ringen
| Athleten        | Wettbewerb       | 1. Runde | 1. Runde | Achtelfinale | Achtelfinale | Viertelfinale      | Viertelfinale      | Halbfinale         | Halbfinale         | Hoffnungsrunde Viertelfinale | Hoffnungsrunde Viertelfinale | Hoffnungsrunde Halbfinale | Hoffnungsrunde Halbfinale | Hoffnungsrunde Finale | Hoffnungsrunde Finale | Finale             | Finale             | Rang |
| Athleten        | Wettbewerb       | Gegner   | Ergebnis | Gegner       | Ergebnis     | Gegner             | Ergebnis           | Gegner             | Ergebnis           | Gegner                       | Ergebnis                     | Gegner                    | Ergebnis                  | Gegner                | Ergebnis              | Gegner             | Ergebnis           | Rang |
| --------------- | ---------------- | -------- | -------- | ------------ | ------------ | ------------------ | ------------------ | ------------------ | ------------------ | ---------------------------- | ---------------------------- | ------------------------- | ------------------------- | --------------------- | --------------------- | ------------------ | ------------------ | ---- |
| Freistil Frauen |                  |          |          |              |              |                    |                    |                    |                    |                              |                              |                           |                           |                       |                       |                    |                    |      |
| Tanoh Benie     | Klasse bis 48 kg | Freilos  | Freilos  | I. Sambou    | 0-4          | nicht qualifiziert | nicht qualifiziert | nicht qualifiziert | nicht qualifiziert | nicht qualifiziert           | nicht qualifiziert           | nicht qualifiziert        | nicht qualifiziert        | nicht qualifiziert    | nicht qualifiziert    | nicht qualifiziert | nicht qualifiziert |      |

### Schwimmen
| Athleten     | Wettbewerb    | Vorlauf | Vorlauf | Halbfinale | Halbfinale | Finale | Finale | Rang |
| Athleten     | Wettbewerb    | Zeit    | Rang    | Zeit       | Rang       | Zeit   | Rang   | Rang |
| ------------ | ------------- | ------- | ------- | ---------- | ---------- | ------ | ------ | ---- |
| Frauen       |               |         |         |            |            |        |        |      |
| Assita Toure | 50 m Freistil | 33,09 s | 9       | –          | –          | –      | –      | 66   |
| Männer       |               |         |         |            |            |        |        |      |
| Kouassi Brou | 50 m Freistil | 25,82 s | 4       | –          | –          | –      | –      | 44   |

### Taekwondo
| Athleten    | Wettbewerb       | 1. Runde | 1. Runde | Viertelfinale      | Viertelfinale      | Halbfinale         | Halbfinale         | Hoffnungsrunde Halbfinale | Hoffnungsrunde Halbfinale | Hoffnungsrunde Finale | Hoffnungsrunde Finale | Finale             | Finale             | Rang |
| Athleten    | Wettbewerb       | Gegner   | Ergebnis | Gegner             | Ergebnis           | Gegner             | Ergebnis           | Gegner                    | Ergebnis                  | Gegner                | Ergebnis              | Gegner             | Ergebnis           | Rang |
| ----------- | ---------------- | -------- | -------- | ------------------ | ------------------ | ------------------ | ------------------ | ------------------------- | ------------------------- | --------------------- | --------------------- | ------------------ | ------------------ | ---- |
| Frauen      |                  |          |          |                    |                    |                    |                    |                           |                           |                       |                       |                    |                    |      |
| Ruth Gbagbi | Klasse bis 67 kg | K. Hwang | 1-4      | nicht qualifiziert | nicht qualifiziert | nicht qualifiziert | nicht qualifiziert | nicht qualifiziert        | nicht qualifiziert        | nicht qualifiziert    | nicht qualifiziert    | nicht qualifiziert | nicht qualifiziert |      |